# タムパ
タムパ・クンガ・タク（ワイリー方式：Dampa kundgah grog、1230年 - 1303年）は、モンゴル帝国（大元ウルス）に仕えたチベット仏教サキャ派の僧侶。主にセチェン・カアン（世祖クビライ）からオルジェイトゥ・カアン（成宗テムル）の治世にかけて活躍した。
同時代に活躍したパクパがパクパ文字の制定など主に文化面で活躍したのに対し、呪術的な力で皇帝に取り入ったチベット仏教僧の代表として知られる。『元史』などの漢文史料では膽巴(dǎnbā)、『集史』などのペルシア語史料ではتنبه(tanba)と記される。

## 概要

### 出自

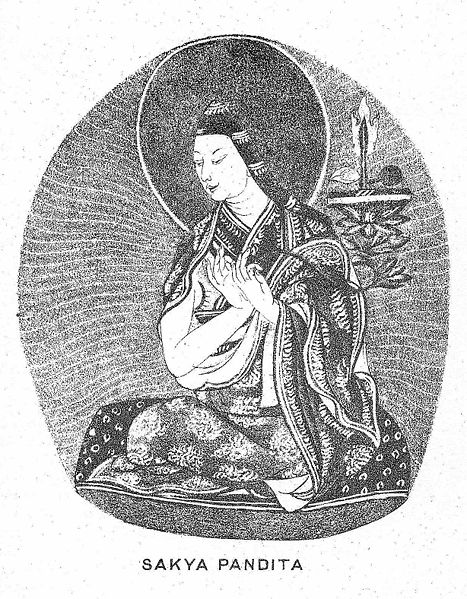
サキャ・パンディタ

『元史』釈老伝などによるとタムパはチベット高原東部ドカム（Mdo khams）のデマ（bdam ma）出身で、没年からの逆算により1230年頃に生まれたとみられる。別名をクンガタク（kundgah grog ＞ gōngjiāgégělàsī/功嘉葛剌思）といい､西インドの古達麻失利に師事して仏教の秘宝を学んだという。1250年代には時の皇帝モンケ・カアンの弟クビライがサキャ・パンディタの名声を聞いてこれを招いたが、サキャ・パンディタは既に亡くなっていたためその甥のパクパが1253年よりクビライに仕えるようになった。その後、中統年間（1260年-1263年）にパクパの推挙によってタムパもクビライに仕えるようになった。当初は命を受けて五台山の寿寧寺に居したが、1272年（至元9年/壬申）に京師（大都）に戻って王侯貴族に戒律を授けたという。
この頃、懐州・孟州で大旱魃が起こっていたが、クビライの命を受けたタムパが祈祷を行った所、すぐに雨が降り出した。また、食物の示現を祈る呪文を書いて池に投じると、しばらくして珍しい花・果物・酒樽が波面に湧き出たという。これらの呪術による奇跡を見せたことによってタムパはクビライに気にいられ重用されるようになる。また、この頃にはモンゴル軍の南宋への侵攻が本格化していたが､ 常州などではモンゴル軍に投降する際に「大黒神」が家に出入りするのを見られたという。大黒神とはすなわちチベットで言うマハーカーラ神であり、タムパは祖父7世よりこの神に仕えていたため、現在に至って国家（大元ウルス）を助けたのだという。

### サンガとの対立
クビライの治世末期、チベット仏教僧のサンガは経理の才を見込まれてクビライに重用されたが、実は元々はタムパの弟子として戒律を受けた人物であった。ところが､ サンガは権勢を極めると師のタムパとも対立するようになり、タムパはサンガに身を戒めるよう責めたが、かえってサンガはタムパの讒言を行うようになったという。これによってタムパは1282年（至元19年/壬午）に西方のチベットに帰還することを強く願い出、クビライもこれを引き留められなかったためにタムパは雲中・臨兆を経てチベット高原に向かった。しかしほどなくしてサンガらが再び讒言を行ったため1289年（至元26年/己丑）にタムパは召喚されて都の聖安寺に留まった後、同年4月に潮州に流されてしまった。
配流先では枢密副使の月的迷失が潮州を治めていたが、ある時タムパは月的迷失の妻が病にかかっているのを知ると、数珠をその体に当てることで病気を治してしまったという。又ある時、月的迷失はタムパが中央に復帰する時期を予言する予知夢を見たが､後にこの夢は現実として的中していった。
1290年（至元27年/庚寅）5月、大雨によって洪水が起こったが、たまたま良材が近くにあったために被害を留めることができた。これを見た人々は鬼神がこれを運んだのだと語ったという。そしてこの翌年、サンガが失脚したことによりタムパは都に帰還することができた。1293年（至元30年/癸巳）にはクビライが病に陥ったため、タムパが7日間祈祷したところ快癒し、白金50錠を与えられた。

### オルジェイトゥ・カアンの治世
1294年（至元31年/甲午）にクビライが亡くなりオルジェイトゥ・カアンが即位すると、タムパはますます重用されていった。オルジェイトゥ・カアンの即位直後の1295年（元貞元年/乙未）4月、クビライの時代に建立された大護国仁王寺にタムパを居住させた。この時、オルジェイトゥ・カアンはタムパが出立するに当たり太府に命じて近衛儀仗隊を動員し、更に百官に護送させるという厚遇を見せている。また、皇帝の代替わりを好機と見た西方のカイドゥがチベット西北方面に侵攻したが、タムパがマハーカーラ神に祈祷するとはたして勝利の報告がもたらされたという。
1297年（大徳元年）頃には国庫より購入した宝石が定価の倍額で買い取ったものであり、その差額分をダシュマン、トイナク、イーサー・ケレメチ、イグミシュ、テケら高官が賄賂として受けとったことが判明するという疑獄事件が起こった。かつてサンガと組んでいたために失脚していたシハーブッディーンが会計監査を行い、宝石を売却した商人を始め、高官12名が捕らえられた。オルジェイトゥ・カアンの母ココジンが減免をはたらきかけたが果たせず、高官たちはタムパに救いを求めた。この時彗星が観測されていたため、タムパは彗星への祈祷を理由に囚人の解放を要請し、オルジェイトゥ・カアンはこれを受け容れて囚人を解放したという。なお、この疑獄事件はなぜか『元史』をはじめ漢文史料には一切言及されておらず、『集史』テムル・カアン紀にのみ記されている。しかし、これ以後「国家の主催する仏事にあわせて、有力仏教僧の要請に基づいて囚人を赦免すること」が大元ウルスで常態化し、漢文史料上でもチベット仏教僧のもたらす弊害の最たる者として特筆されるようになる。

### 晩年
1302年（大徳6年/壬寅）2月、オルジェイトゥ・カアンは巡幸中に柳林に至った所で病にかかったが､ タムパが7日間にわたって祈祷を行ったことで快癒したという。この功績にオルジェイトゥ・カアンは厚く報い、側近くに仕える者として御前校尉10名を与えただけでなく、京師の囚人38名を大赦として開放した。また、この巡幸中タムパは象車の先導を仰せつかっていたが、3月24日に雲州に至ったところで ｢ここには霊怪がおり、天子の乗輿を脅かすに違いない｡ 密かに呪文を唱えて鎮めておかねばなるまい」と語った。それから間もなく風雨が吹き荒れ随行員に被害をもたらしたが、オルジェイトゥ・カアンの周辺だけが被害を受けなかったため、これをタムパの功績と認めたオルジェイトゥ・カアンによって碧玉が埋め込まれた美しい杯が下賜された。
しかしそれから間もなく、1303年（大徳7年）にタムパは没し、皇慶年間（1312-1313年）に「大覚普恵広照無上膽巴帝師」と追号されている。

## 人物
フレグ・ウルスで編纂されたペルシア語史料の『集史』「クビライ・カアン紀」には以下のような記述がある。
ここで見られる「LBNH｣ をパクパと解釈する説もあるが、いずれにせよモンゴル人自身の歴史観が強く反映されている『集史』にパクパよりもタムパの方が詳述されていることは特筆される。
また、『ダライラマ仏教史』によると第3代帝師ダルマパーラ・ラクシタの時代にその父と叔父の間で不和が起こり､サンポペル（Bzan po dpal）なる人物も讒言を受けて海島に流された。帝師の没後にポンチェンのアクレンが赦免を願い出るも許されなかったが、ある時タムパが宮中に雹が降ったのを古祥であるとして赦免を願い出たことによってはじめてサンポペルは許されたという。